# Naoki Maeda
Naoki Maeda (前田 直輝?, Maeda Naoki; Saitama, 17 novembre 1994) è un calciatore giapponese, centrocampista o attaccante degli Urawa Reds.

## Carriera
Ha giocato con vari club nella prima divisione giapponese e con l'Utrecht nella prima divisione olandese.

## Palmarès

### Club

#### Competizioni nazionali
- Coppa J. League: 1

Nagoya Grampus: 2021